# Leptastrea bottae
Leptastrea bottae is een rifkoralensoort, de plaats in een familie is onzeker. De wetenschappelijke naam van de soort is voor het eerst geldig gepubliceerd in 1849 door Edwards & Haime.